# Jakub I. Skotský
Jakub I. (25. července 1394, Dunfermline – 21. února 1437, Perth), nejmladší syn Roberta III. a jeho ženy Anabelly Drummondové, byl králem Skotska v letech 1406 až 1437.
Obavy o jeho bezpečnost v zimě 1405–1406 vedly k plánu odeslat ho do Francie. V únoru byl ale donucen přechodně hledat útočiště na Bass Rock ve Firth of Forth. Na cestu do Francie vyrazil až v polovině března, ale jeho loď byla přepadena anglickými piráty, Jakub byl zajat a předán Jindřichovi IV. V anglickém zajetí strávil dalších 18 let.
Z anglického zajetí byl propuštěn na počátku roku 1424. Ve Skotsku nebyl jeho příjezd příliš populární, k čemuž přispěla i výše výkupného (40 000 liber). Pro posílení své pozice zahájil preventivní útok proti šlechticům a některé z nich nechal uvěznit. Roku 1436 neuspěl v obléhání Roxburského hradu a musel vzdorovat neúspěšnému pokusu sira Roberta Grahama o jeho uvěznění na všeobecném sněmu. Byl zavražděn v noci z 20. na 21. únor 1437 při neúspěšném převratu vedeném jeho bývalým spojencem Waltrem Stewartem, hrabětem z Athollu.

## Mládí
Jakub se narodil v červenci 1394 v Dunfermline. Zde a ve Scone strávil převážnou část dětství. Jeho matka zemřela, když mu bylo sedm let a o rok později byl zavražděn, zřejmě jeho strýcem Robertem Stewartem, vévodou z Albany, jeho bratr David. Jakub se tak stal dědicem trůnu a jedinou překážkou toho, aby následnictví přešlo do linie vévody z Albany. Vévoda z Albany a jeho spojenec Archibald Douglas utrpěli velké ztráty roku 1402 po porážce jejich vojska u Homildonu. Tentýž rok zemřeli další vlivní šlechtici a v zemi vzniklo mocenské vakuum.
V prosinci 1404 věnoval král svému synovi Jakubovi velká panství tak, aby si mohl vytvořit mocenskou základnu a byl chráněn od vlivu vévody z Albany. Plán odeslat mladého prince do Francie vznikl v zimě 1405–1406. V únoru 1406 biskup Wardlaw předal Jakuba do péče Jindřicha, hraběte z Orknejí a sira Davida Fleminga, spolu se silným vojenským doprovodem. To vyvolalo silnou reakci Jakuba Douglase, který se obával oslabení svého vlivu. V následné bitvě byl Fleming zabit, zatímco hrabě z Orknejí s Jakubem unikl do relativního bezpečí na Bass Rock. Asi po měsíci dorazila loď, která měla Jakuba odvézt do Francie. 22. března 1406 byla loď napadena anglickými piráty, kteří Jakuba zajali a předali ho do rukou anglického krále Jindřicha IV. Robert III. zemřel krátce poté, co se dověděl o zajetí svého syna.

## Zajetí
Jakub jako nekorunovaný skotský král strávil v anglickém zajetí 18 let, zatímco vévoda z Albany povýšil z pozice zástupce do postavení správce země. Angličané dovolili Jakubovi, aby mu dělalo společnost několik jeho přátel a tak si zachoval kontakty se Skotskem.
Od roku 1419 začal být Jakub považován Jindřichem V. spíše za hosta než za zajatce. Jakubův vztah k anglickému králi se projevil i tím, že ho doprovázel roku 1420 při jeho tažení do Francie, kde se zapojil do boje proti Skotům, kteří bojovali na straně francouzského krále. V červenci se Jindřich i Jakub znovu vrátili do Francie a anglický král svěřil Jakubovi velení při obléhání Dreux. 31. srpna 1422 Jindřich zemřel a Jakub se vrátil na jeho pohřeb do Anglie.
Rada mladého krále Jindřicha VI. se snažila ukončit Jakubovo zajetí co nejdříve. V druhé polovině roku 1423 byly snahy o Jakubův návrat do Skotska, především vlivem odporu vévody z Albany, neúspěšné. Jakub ve Skotsku získal spojence v Archibaldovi, hraběti z Douglasu, ale jeho pozice v zemi nebyla příliš silná. Nátlak Jakubových spojenců nakonec vedl k tomu, že všeobecný sněm v srpnu 1423 souhlasil se zahájením jednání o Jakubově osvobození. Jakub se v únoru 1423 oženil s Janou Beaufortovou, sestřenicí Jindřicha V. V březnu 1424 byla dohodnuta výše výkupného (40 000 liber) a v dubnu téhož roku skončilo regentství vévody z Albany s tím, jak se Jakub vrátil do Skotska.

## Vláda
Jakub se vrátil do země, jejíž ekonomika byla od 80. let trvale v recesi. Jakub byl 21. května korunován ve Scone. Při této příležitosti bylo, i z důvodu posílení jeho pozice, povýšeno do rytířského stavu 18 předních šlechticů, včetně syna vévody z Albany Alexandra. Jednání parlamentu, který byl svolán z důvodu diskuse, jak získat prostředky na výkupné, podpořilo Jakuba jako krále a částečně zvýšilo jeho příjmy.
Navzdory tomu byl Jakub závislý na podpoře šlechticů, a to především hraběte Douglase, jeho první kroky byly tedy nekonfrontační. Výjimkou byl postup vůči Waltrovi Stewartovi, synovi vévody z Albany, který byl dědicem Lennoxu, otevřeně kritizoval svého otce, neumožnil získat titul svému mladšímu bratrovi Alexandrovi a byl kritikem otcova souhlasu s Jakubovým návratem do země. S tichým svolením vévody z Albany ho Jakub nechal zajmout a uvěznit na Bass Rock. V tomto období si Jakub uvědomil, že nebude schopen porazit spojence vévody z Albany, pokud na jeho straně bude John Stewart, hrabě z Buchanu, který se vyznamenal v bitvách ve Francii na straně francouzského krále.